# Італійська Серія A 1955–1956
Сезон 1955-56 Серії A — футбольне змагання у найвищому дивізіоні чемпіонату Італії, 25-й турнір з моменту започаткування Серії A. Участь у змаганні брали 18 команд, 2 найгірші з яких за результатами сезону полишили елітний дивізіон.
Переможцем сезону уперше в історії став клуб «Фіорентина».
| Чемпіон Італії 1955/56 |
| ---------------------- |
| «Фіорентина» 1-й титул |

## Команди-учасниці
Участь у турнірі брали 18 команд:

## Підсумкова турнірна таблиця
|  |     | Турнірна таблиця 1955-1956 | О  | І  | В  | Н  | П  | М+ | М- |
|  | --- | -------------------------- | -- | -- | -- | -- | -- | -- | -- |
|  | 1.  | «Фіорентина»               | 53 | 34 | 20 | 13 | 1  | 59 | 20 |
|  | 2.  | «Мілан»                    | 41 | 34 | 16 | 9  | 9  | 70 | 48 |
|  | 3.  | «Інтернаціонале»           | 39 | 34 | 16 | 7  | 11 | 57 | 36 |
|  | 4.  | «Лаціо»                    | 39 | 34 | 14 | 11 | 9  | 54 | 46 |
|  | 5.  | «Болонья»                  | 37 | 34 | 15 | 7  | 12 | 68 | 52 |
|  | 6.  | «Рома»                     | 35 | 34 | 11 | 13 | 10 | 43 | 40 |
|  | 7.  | «Сампдорія»                | 35 | 34 | 12 | 11 | 11 | 51 | 54 |
|  | 8.  | «Падова»                   | 34 | 34 | 14 | 6  | 14 | 41 | 43 |
|  | 9.  | СПАЛ                       | 33 | 34 | 10 | 13 | 11 | 40 | 39 |
|  | 10. | «Дженоа»                   | 33 | 34 | 12 | 9  | 13 | 50 | 52 |
|  | 11. | «Торіно»                   | 33 | 34 | 12 | 9  | 13 | 43 | 45 |
|  | 12. | «Ювентус»                  | 33 | 34 | 8  | 17 | 9  | 32 | 37 |
|  | 13. | «Ланероссі»                | 33 | 34 | 10 | 13 | 11 | 31 | 40 |
|  | 14. | «Наполі»                   | 32 | 34 | 10 | 12 | 12 | 46 | 49 |
|  | 15. | «Аталанта»                 | 31 | 34 | 11 | 9  | 14 | 50 | 55 |
|  | 16. | «Трієстина»                | 30 | 34 | 10 | 10 | 14 | 27 | 44 |
|  | 17. | «Новара»                   | 26 | 34 | 8  | 10 | 16 | 45 | 51 |
|  | 18. | «Про Патрія»               | 15 | 34 | 3  | 9  | 22 | 31 | 87 |

## Бомбардири
Найкращим бомбардиром сезону 1955-56 Серії A став гравець клубу «Болонья» Джино Півателлі, який відзначився 29 забитими голами.
|    | Гравець                 | Команда      | Громадянство      | Голів | (пенальті) |
| -- | ----------------------- | ------------ | ----------------- | ----- | ---------- |
| 1° | Джино Півателлі         | «Болонья»    | Італія            | 29    | 4          |
| 2° | Гуннар Нордаль          | «Мілан»      | Швеція            | 23    | -          |
| 3° | Джузеппе Вірджилі       | «Фіорентина» | Італія            | 21    | -          |
| 4° | Адріано Бассетто        | «Аталанта»   | Італія            | 18    | 3          |
| 5° | Едвін Фірмані           | «Сампдорія»  | ПАР/ Італія       | 17    | -          |
| 6° | Хуан Альберто Скіаффіно | «Мілан»      | Уругвай/ Італія   | 16    | -          |
|    | Луїш Вінісіу            | «Наполі»     | Бразилія          | 16    | -          |
| 8° | Аттіліо Фріцці          | «Дженоа»     | Італія            | 14    | 6          |
| 9° | Мігель Монтуорі         | «Фіорентина» | Аргентина/ Італія | 13    | -          |
|    | Маріо Тортул            | «Сампдорія»  | Італія            | 13    | 5          |
|    |                         |              |                   |       |            |

Ріккардо Карапеллезе забив сотий м'яч у матчах Серії «А», а Гуннар Нордаль — двохсотий. По завершенні сезону, до десятки найвлучніших голеадорів ліги входять: Сільвіо Піола (275), Джузеппе Меацца (216), Гуннар Нордаль (210), Амедео Амадеї (174), Гульєльмо Габетто (165), Карло Регуццоні (155), Іштван Ньєрш (153), Джамп'єро Боніперті (145), Йон Хансен (139), Адріано Бассетто (133).

## Чемпіони
Футболісти «Фіорентини», які протягом турніру були гравцями основного складу (провели не менше половини матчів турніру):
- Джуліано Сарті
- Серджо Червато
- Ардіко Маньїні
- Франческо Розетта
- Джузеппе К'яппелла
- Гвідо Граттон
- Альберто Ордзан
- Мауріліо Пріні
- Армандо Сегато
- Жуліньйо
- Мігель Монтуорі
- Джузеппе Вірджилі
- Тренер: Фульвіо Бернардіні